# Сурасундарі
Сурасундарі (англ.  Surasundari, непал. सुरसुन्दरी) — в індійській архітектурі і мистецтві молода жінка, що символізує красу, витонченість і чуттєвість. Її характерними рисами є виражені форми жіночого тіла — груди, стегна, вузька талія, округлі риси обличчя з пухкими губами й широкими очима, — а також прикраси, ручні та ножні браслети, сережки та намиста. Сурасундарі одягнена в традиційний індійський одяг, прозорий дхоті, що частково закриває нижню частину тіла, а також пояс із дорогоцінними каменями. У ряді композицій Сурасундарі може бути подана без одягу, наприклад, в сценках в Кхаджурахо.
Назва образу походить від слів «сура» (небо) і «сундарі» (краса), тобто «небесна краса» або «небесна красуня». Сурасундарі також називають Рамбха (Rambha), Девангана (Devangana) або Маданіка (Madanika). У Пуранах ім'ям Сурасундарі названа дочка бога води Варуни і Сунадеві.

## Походження образу
Вперше образ небесної красуні з'являється при оформленні архітектурних пам'яток буддизму і джайнізму з II століття до нашої ери. Образ символізував одночасно привабливість і мінливість земної краси. Буддійський поет Ашвагхоша, що жив у I—II століттях нашої ери в Північній Індії, описує історію «Саундарананда» («Про Нанді та Сундарі») у світлі буддистських догм. В її основі лежить сюжет — печаль зведеного брата Будди Нанди, разлученного з коханою. Будда переконує його в тому, що обраниця так само потворна в порівнянні з небесними апсарами, як мавпа в порівнянні з нею. Потім, коли Нанда бажає вже апсару, учень Будди Ананда наставляє його в тому, що задоволення навіть з небесними жінками є таким самим тліном, як і з земними. Нанда старанно віддається споглядальній практиці і стає архатом.
У буддійських і джайнських архітектурних пам'ятках фігурують чуттєві образи Сурасундарі у формі скульптур та барельєфів. У Бархуті, Санчі, Бодха-Гаї, Матхурі та інших місцях паломництва зображені чуттєві жіночі фігури у формі якші, Салабанджики та природних духів. У міру витіснення буддизму індуїзмом образ Сурасундарі був успадкований в традиції індуїстських храмів. Сурасундарі стала невід'ємною частиною архітектури індійських храмів на початку IX століття. У «Шилпа-Пракаша» (Shilpa-Prakasha), тантричному трактаті про архітектуру, що датується ІХ століттям, заявляється про необхідність прикраси храмів образами Сурасундарі: «Як будинок без жінки, як  утіхи без жінки, так і без Сурасундарі, монумент буде малоцінним і не принесе плоду». У тексті «Кширнарна» (Kshirarnava), що датується XV століттям, стверджується, що Сурасундарі повинна прикрашати стіни храму, при цьому її погляд повинен бути спрямований вниз для того, щоб вона здавалася скромною.

Музейні колекції образів Сурасундарі
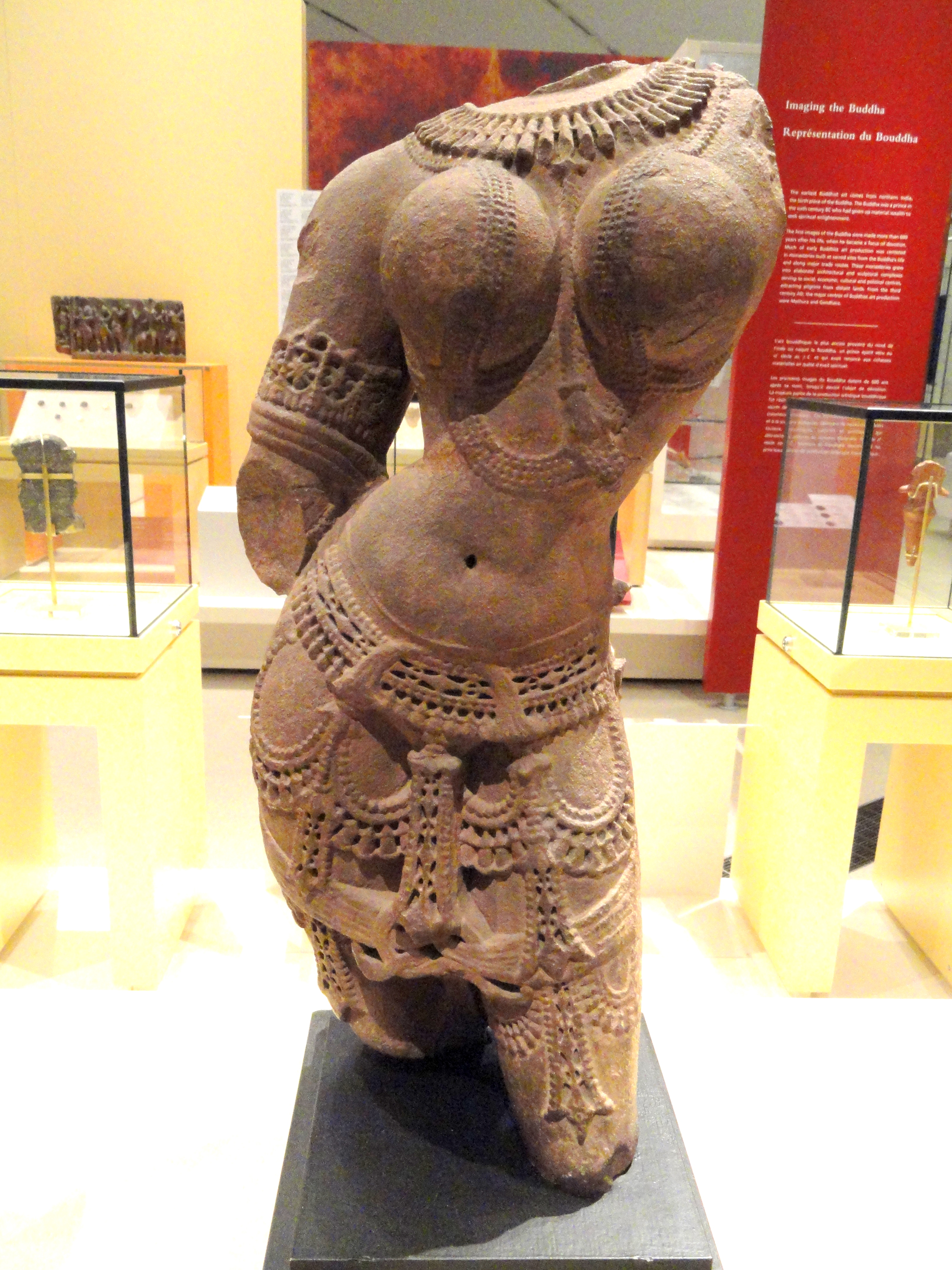
Частина скульптури Сурасундарі. X століття, період Чандела, Королівський музей Онтаріо (Канада)
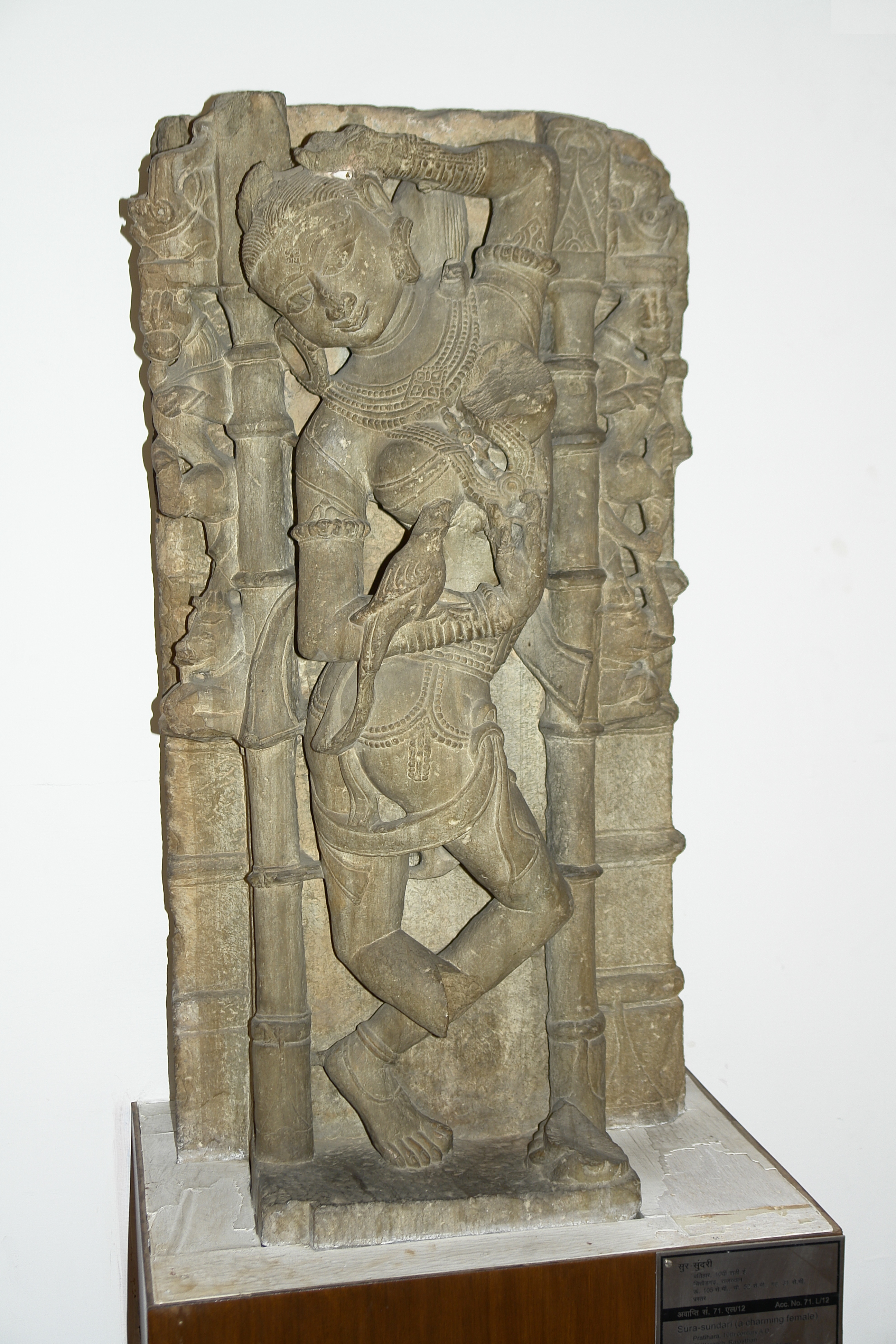
Барельєф Сурасундарі з папугою. X століття, Раджастан. Національний музей Індії (Делі)
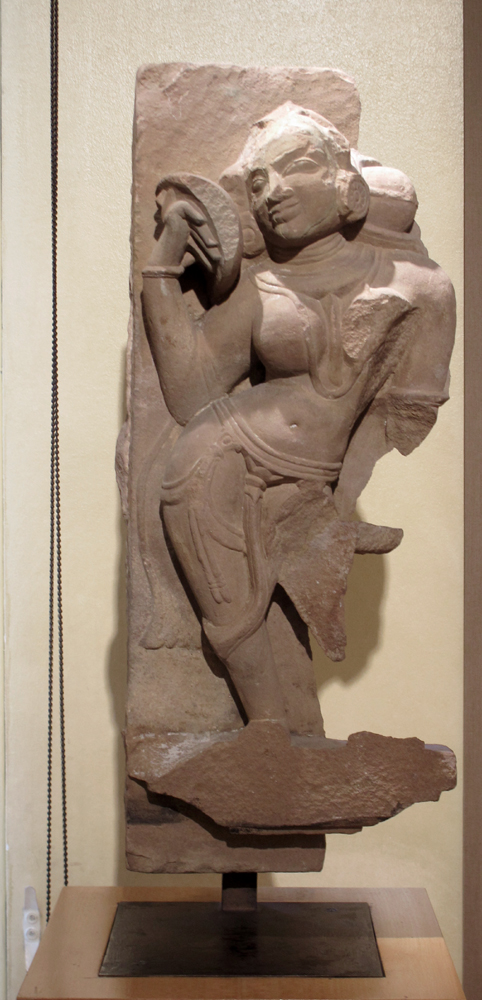
Сурасундарі з дзеркалом. X-XI століття, Кхаджурахо. Музей Жоржа Лабі (Тулуза).
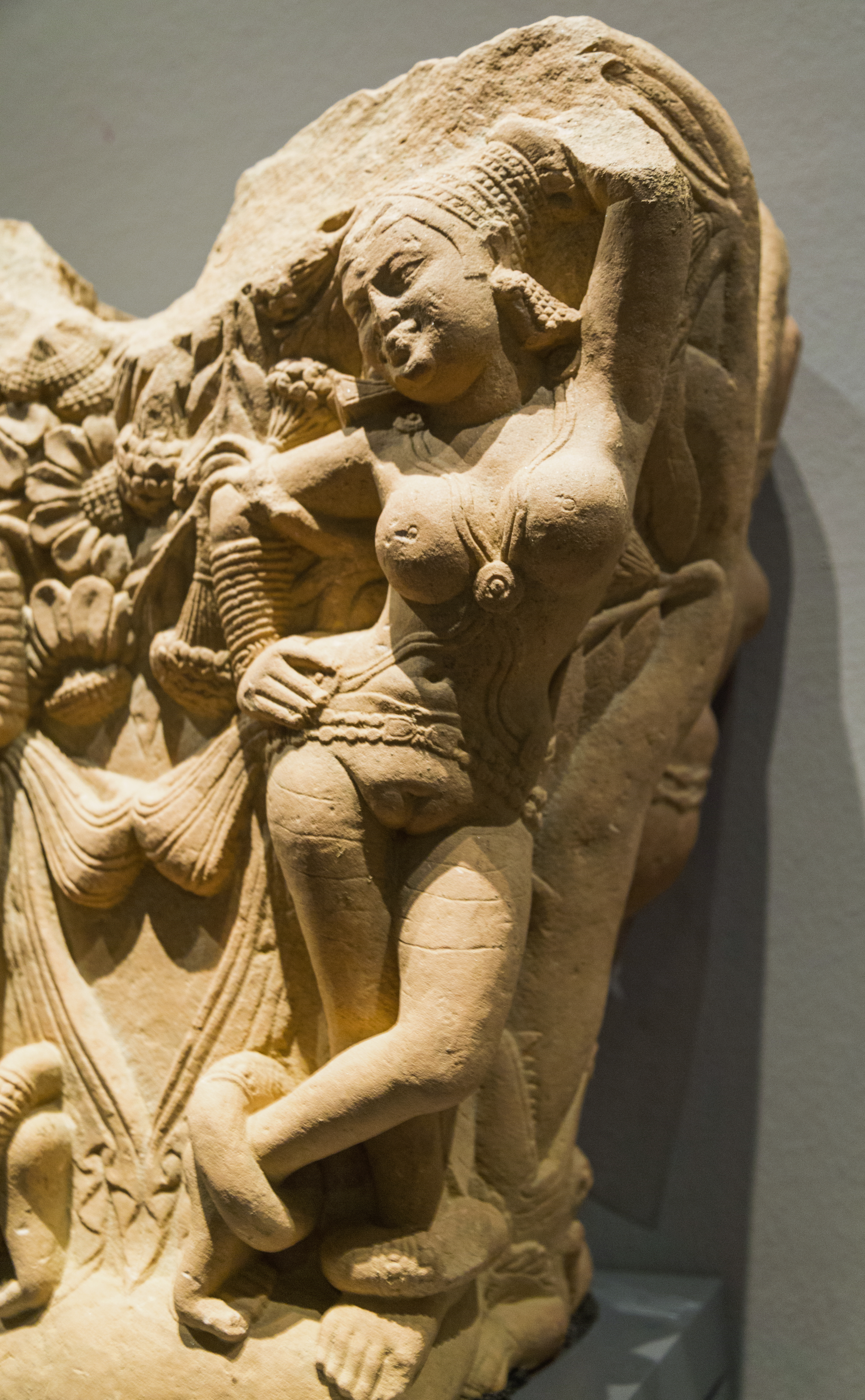
Раннє зображення Сурасундарі. Північно-західна Індія, II століття, Кушанське царство. Музей азійських цивілізацій (Сінгапур).